# Philippe Clerc
Pour les articles homonymes, voir Clerc.
Pour l’article ayant un titre homophone, voir Philippe Clair.
Philippe Clerc (né le 24 décembre 1946 à Port-Valais) est un athlète suisse, spécialiste des épreuves de sprint.

## Carrière
Philippe Clerc bat pour la première fois le record de Suisse du 100 mètres en 1967. En 1968, il ne parvient pas à se qualifier pour les Jeux olympiques en raison d’une déchirure musculaire.
Le 4 juillet 1969, sur la piste du Letzigrund lors du meeting Weltklasse de Zurich, Philippe Clerc remporte le 200 mètres en battant le record de Suisse et le record d'Europe avec une performance de 20 s 3. En début de meeting, il égale le record de Suisse du 100 mètres détenu par Hansruedi Wiedmer (TV Pratteln) en 10 s 2.
Il s'illustre lors des Championnats d'Europe 1969 d'Athènes en remportant le titre du 200 mètres, dans le temps de 20 s 6, devant l'Est-allemand Hermann Burde et le Polonais Zenon Nowosz. Il se classe par ailleurs troisième de l'épreuve du 100 mètres en 10 s 5, s'inclinant face au Soviétique Valeriy Borzov et au Français Alain Sarteur.
Après ces championnats, il trouve une place de médecin assistant dans un hôpital, ce qui l’empêche de s’entraîner normalement. Il participe aux Jeux olympiques de 1972, à Munich, où il est éliminé lors des quarts de finale du 100 mètres et du 200 mètres. Il met alors un terme à sa carrière.
Il a été l'époux de l'athlète britannique Janet Simpson et le beau-fils de Violet Webb.

### Palmarès
| Date | Compétition           | Lieu    | Résultat | Épreuve |
| ---- | --------------------- | ------- | -------- | ------- |
| 1969 | Championnats d'Europe | Athènes | 3e       | 100 m   |
| 1969 | Championnats d'Europe | Athènes | 1er      | 200 m   |

### Records
| Épreuve | Performance | Lieu | Date |
| ------- | ----------- | ---- | ---- |
| 100 m   | 10 s 42     |      | 1970 |
| 200 m   | 20 s 50     |      | 1969 |